# Biologisches Zentralblatt
Biologisches Zentralblatt (Journal central de biologie) est une revue allemande sur la nature, publiée depuis 1881 par Georg Thieme Verlag (de). La rédaction était située à Iéna et à Stuttgart, le premier rédacteur en chef était Isidor Rosenthal.
Depuis 1996, il est publié sous le titre « Theory in biosciences »  (ISSN 1431-7613 et 1611-7530),.